# Leichtathletik-Weltmeisterschaften 2019/Marathon der Männer

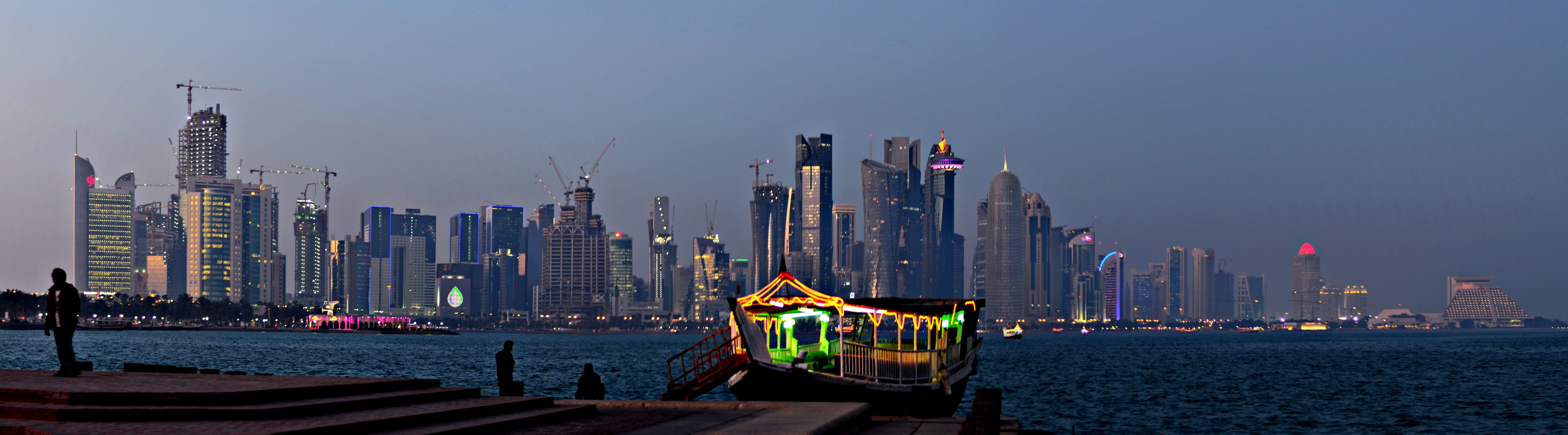
Abendliche Skyline der Stadt Doha

Der Marathonlauf der Männer bei den Leichtathletik-Weltmeisterschaften 2019 fand am 5. Oktober 2019 in den Straßen der katarischen Hauptstadt Doha statt.
73 Athleten aus 42 Ländern nahmen an dem Wettbewerb teil. Die Strecke führte unter anderem entlang der Corniche von Doha und der Skyline.
Es gab einen äthiopischen Doppelsieg. Die Goldmedaille gewann der Vizeweltmeister von 2013 Lelisa Desisa in 2:10:40 h. Silber ging mit 2:10:44 h an Mosinet Geremew. Bronze sicherte sich der Kenianer Amos Kipruto in 2:10:51 h.

## Rekorde
Vor dem Wettbewerb galten folgende Rekorde:
| Weltrekord | Eliud Kipchoge | 2:01:39 h | Berlin-Marathon, Deutschland | 16. September 2018 |
| WM-Rekord  | Abel Kirui     | 2:06:54 h | WM in Berlin, Deutschland    | 22. August 2009    |

Der bestehende WM-Rekord wurde bei diesen Weltmeisterschaften nicht eingestellt und nicht verbessert.

## Ergebnis

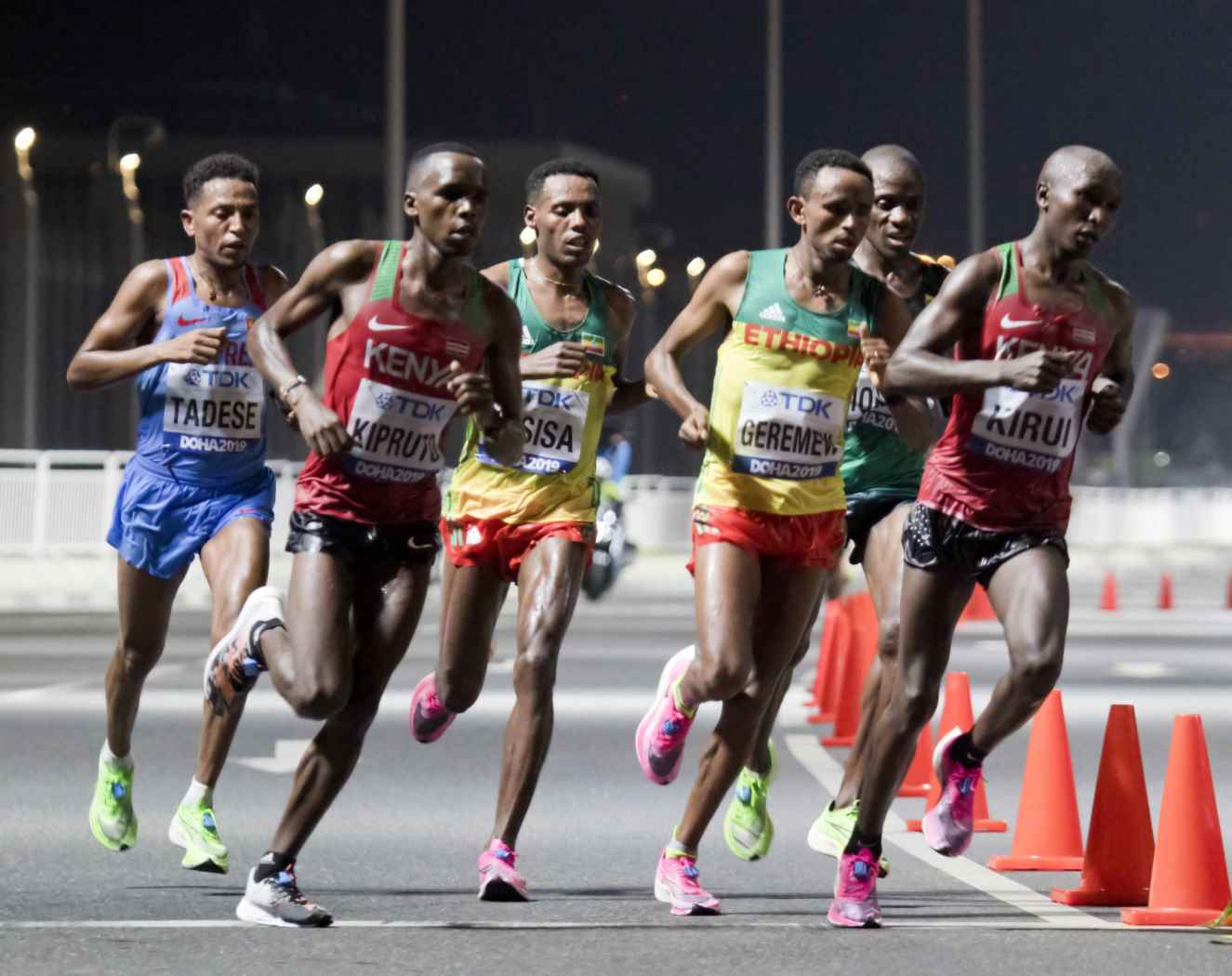
Eine zwischenzeitliche Spitzengruppe

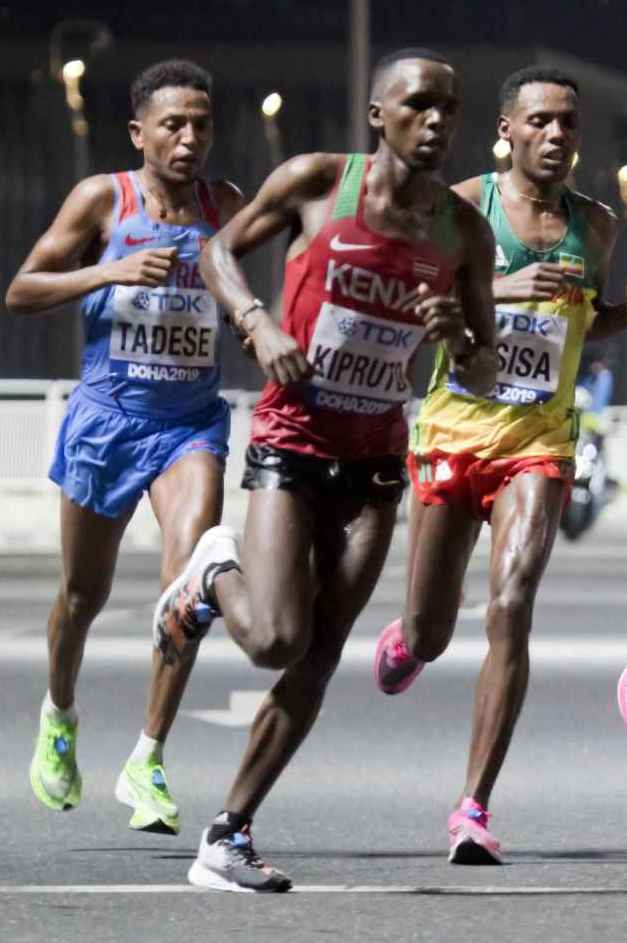
Weltmeister Lelisa Desisa (rechts) / Bronzemedaillengewinner Amos Kipruto / Zersenay Tadese – Rang sechs

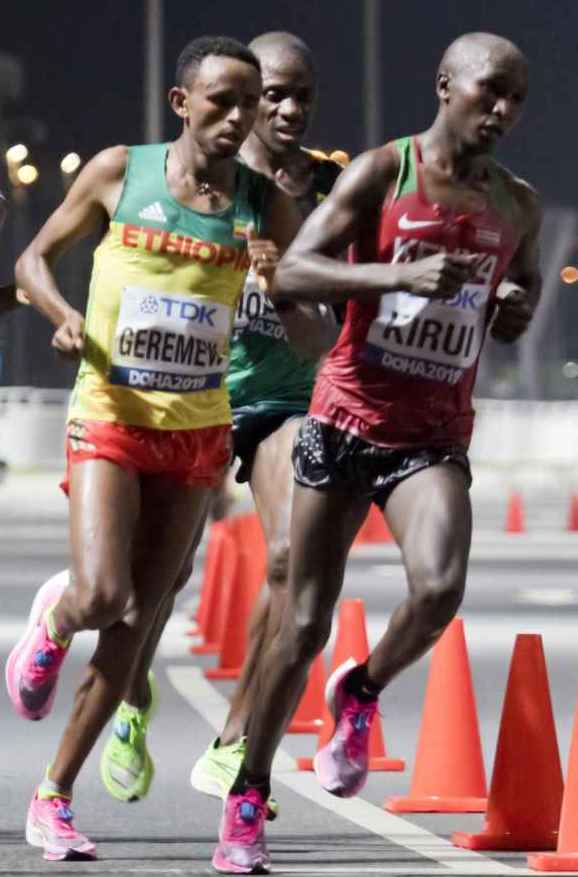
Vizeweltmeister Mosinet Geremew Geoffrey / Geoffrey Kirui – Rang vierzehn / Thabiso Benedict Moeng (hinten) – Rennen nicht beendet

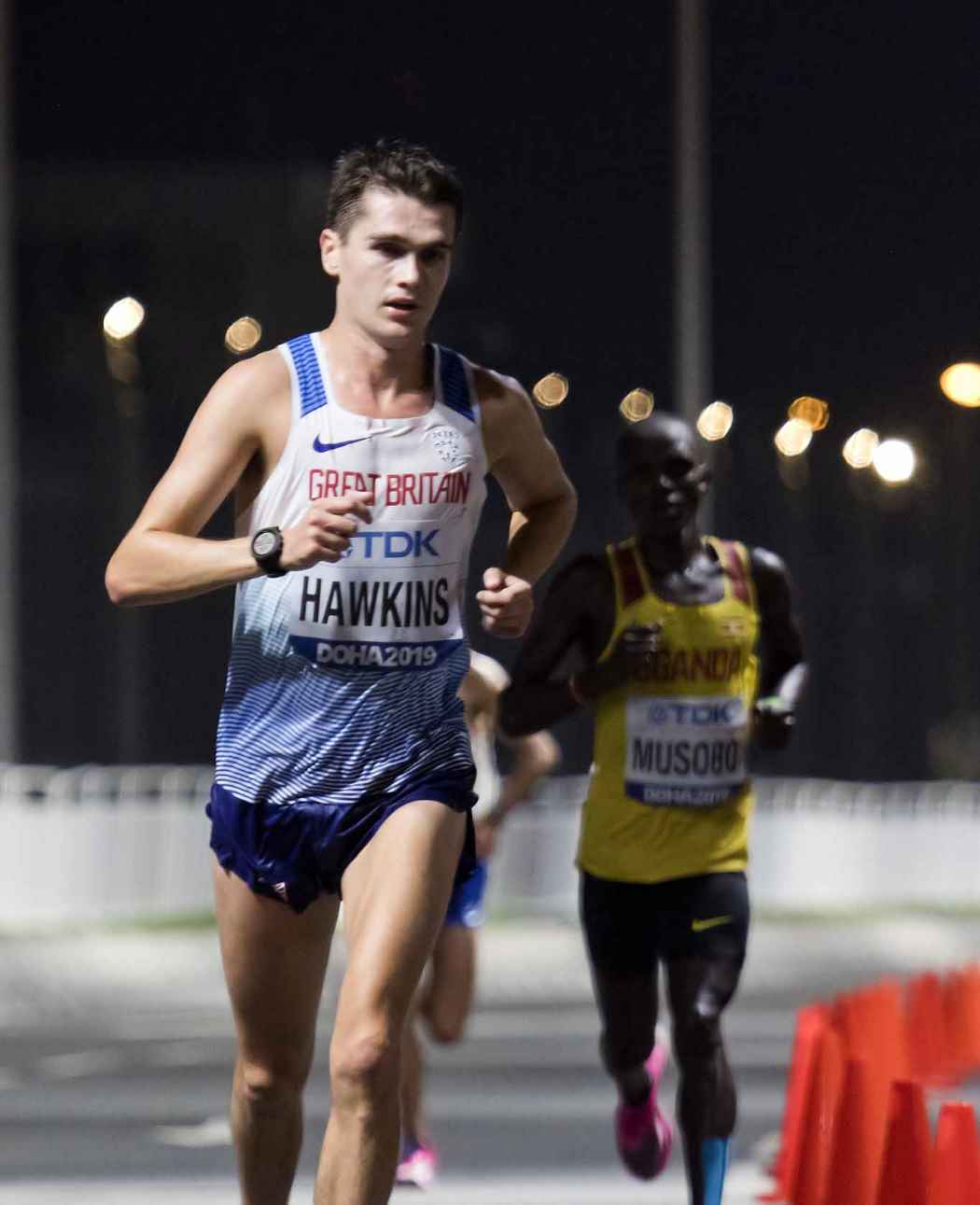
Callum Hawkins – Rang vier

5. Oktober 2019, 23:59 Uhr Ortszeit (22:59 Uhr MESZ)
| Platz | Athlet                         | Land                        | Zeit (h)   |
| ----- | ------------------------------ | --------------------------- | ---------- |
|       | Lelisa Desisa                  | Äthiopien                   | 2:10:40 SB |
|       | Mosinet Geremew                | Äthiopien                   | 2:10:44    |
|       | Amos Kipruto                   | Kenia                       | 2:10:51    |
| 4     | Callum Hawkins                 | Großbritannien              | 2:10:57    |
| 5     | Stephen Mokoka                 | Südafrika                   | 2:11:09    |
| 6     | Zersenay Tadese                | Eritrea                     | 2:11:29 SB |
| 7     | El Hassan el-Abbassi           | Bahrain                     | 2:11:44 SB |
| 8     | Hamza Sahli                    | Marokko                     | 2:11:49    |
| 9     | Tadesse Abraham                | Schweiz                     | 2:11:58    |
| 10    | Daniel Mateo                   | Spanien                     | 2:12:15    |
| 11    | Laban Kipngetich Korir         | Kenia                       | 2:12:38    |
| 12    | Yassine Rachik                 | Italien                     | 2:12:41    |
| 13    | Fred Musobo                    | Uganda                      | 2:13:42    |
| 14    | Geoffrey Kirui                 | Kenia                       | 2:13:54 SB |
| 15    | Eyob Ghebrehiwet Faniel        | Italien                     | 2:13:57 SB |
| 16    | Alphonce Simbu                 | Tansania                    | 2:13:57    |
| 17    | Tomas Hilifa Rainhold          | Namibia                     | 2:14:38    |
| 18    | Stephen Kiprotich              | Uganda                      | 2:15:04    |
| 19    | Paulo Roberto Paula            | Brasilien                   | 2:15:09    |
| 20    | Yang Shaohui                   | Volksrepublik China         | 2:15:17    |
| 21    | Thonakal Gopi                  | Indien                      | 2:15:57    |
| 22    | Félicien Muhitira              | Ruanda                      | 2:16:21    |
| 23    | Ahmed Osman                    | USA                         | 2:16:22 SB |
| 24    | Weldu Negash Gebretsadik       | Norwegen                    | 2:16:35    |
| 25    | Hiroki Yamagishi               | Japan                       | 2:16:43 SB |
| 26    | Tiidrek Nurme                  | Estland                     | 2:17:38    |
| 27    | Malcolm Hicks                  | Neuseeland                  | 2:17:45    |
| 28    | Adhanom Abraha                 | Schweden                    | 2:17:57    |
| 29    | Yūki Kawauchi                  | Japan                       | 2:17:59    |
| 30    | Caden Shields                  | Neuseeland                  | 2:18:08    |
| 31    | Thijs Nijhuis                  | Dänemark                    | 2:18:10    |
| 32    | Desmond Mokgobu                | Südafrika                   | 2:18:21    |
| 33    | Roman Fosti                    | Estland                     | 2:18:30 SB |
| 34    | Ngonidzashe Ncube              | Simbabwe                    | 2:18:42    |
| 35    | Fjodor Schutow                 | Authorised Neutral Athletes | 2:18:58    |
| 36    | John Mason                     | Kanada                      | 2:19:21    |
| 37    | Kohei Futaoka                  | Japan                       | 2:19:23    |
| 38    | Elkanah Kibet                  | USA                         | 2:19:33 SB |
| 39    | Julian Spence                  | Australien                  | 2:19:40    |
| 40    | Tseweenrawdangiin Bjambadschaw | Mongolei                    | 2:20:07    |
| 41    | Lemawork Ketema                | Österreich                  | 2:20:45    |
| 42    | Thomas De Bock                 | Belgien                     | 2:21:13    |
| 43    | Stephen Scullion               | Irland                      | 2:21:31    |
| 44    | Wellington Bezerra da Silva    | Brasilien                   | 2:21:49    |
| 45    | Berhanu Degefa                 | Kanada                      | 2:22:28    |
| 46    | Andrew Epperson                | USA                         | 2:23:11    |
| 47    | Munyaradzi Jari                | Simbabwe                    | 2:23:34    |
| 48    | Dmitrijs Serjogins             | Lettland                    | 2:24:00 PB |
| 49    | Andrey Petrov                  | Usbekistan                  | 2:24:54    |
| 50    | Ihor Porosow                   | Ukraine                     | 2:26:11    |
| 51    | Vagner da Silva Noronha        | Brasilien                   | 2:26:11    |
| 52    | Isaac Mpofu                    | Simbabwe                    | 2:29:24    |
| 53    | Uladzislau Pramau              | Belarus                     | 2:31:04    |
| 54    | Bat-Otschiryn Ser-Od           | Mongolei                    | 2:36:01    |
| 55    | Nicolás Cuestas                | Uruguay                     | 2:40:05    |
| DNF   | Polat Kemboi Arıkan            | Türkei                      |            |
| DNF   | Derlis Ayala                   | Paraguay                    |            |
| DNF   | Duo Bujie                      | Volksrepublik China         |            |
| DNF   | Mohamed Reda el-Aaraby         | Marokko                     |            |
| DNF   | Mert Girmalegesse              | Türkei                      |            |
| DNF   | Stephano Gwandu Huche          | Tansania                    |            |
| DNF   | Olivier Irabaruta              | Burundi                     |            |
| DNF   | Merhawi Kesete                 | Eritrea                     |            |
| DNF   | Evans Kiplagat                 | Aserbaidschan               |            |
| DNF   | Paul Lonyangata                | Kenia                       |            |
| DNF   | Daniele Meucci                 | Italien                     |            |
| DNF   | Thabiso Benedict Moeng         | Südafrika                   |            |
| DNF   | Munyo Solomon Mutai            | Uganda                      |            |
| DNF   | Tony Ah-Thit Payne             | Thailand                    |            |
| DNF   | Benson Seurei                  | Bahrain                     |            |
| DNF   | Augustino Paulo Sulle          | Tansania                    |            |
| DNF   | Okubay Tsegay                  | Eritrea                     |            |
| DNF   | Mule Wasihun                   | Äthiopien                   |            |

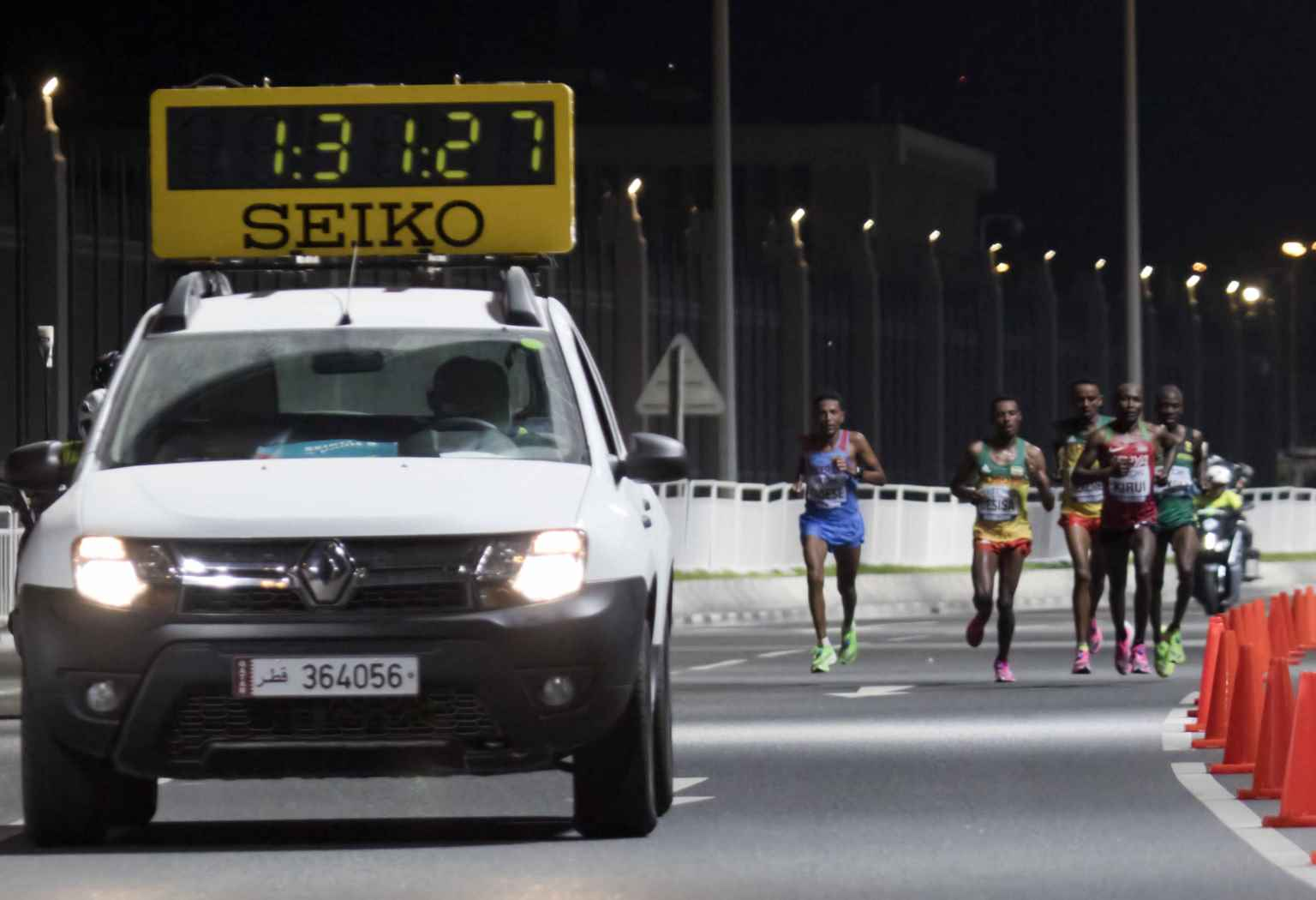
Das Fahrzeug mit der Zeitangabe vor der Führungsgruppe
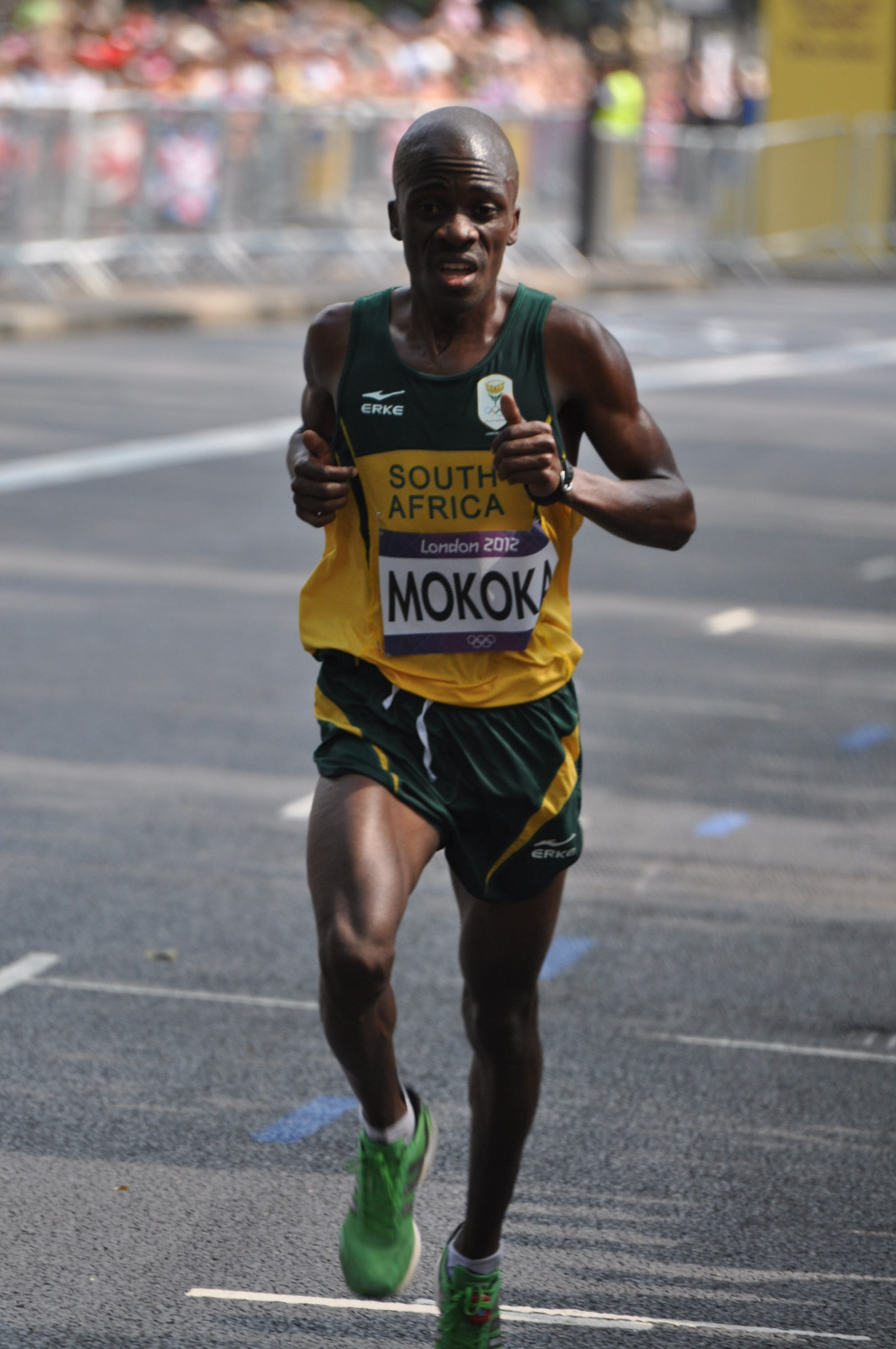
Stephen Mokoka – Rang fünf
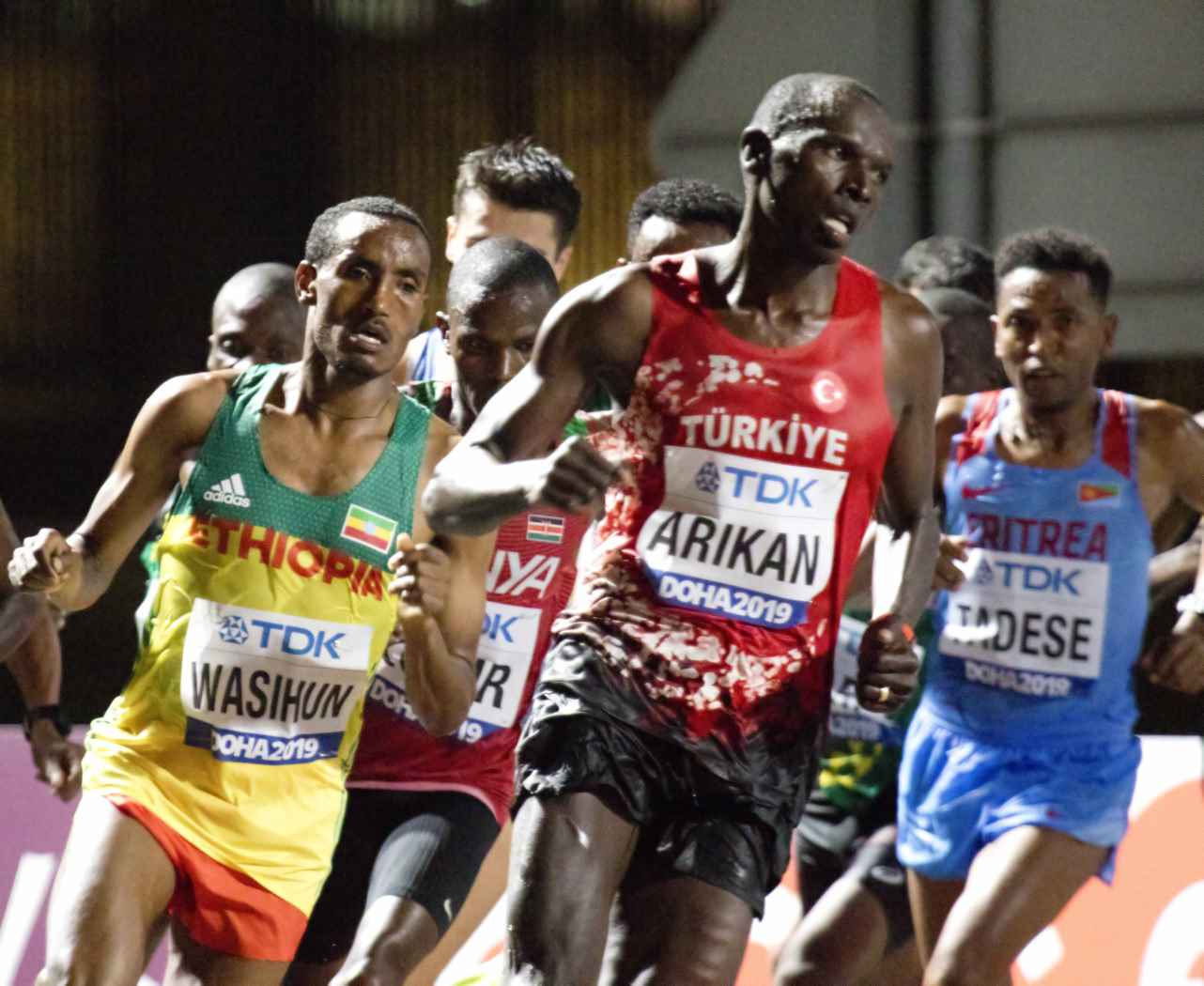
Hier unter anderem: Zersenay Tadese (rechts) – Rang sechs / Polat Kemboi Arıkan – Rennen nicht beendet / Mule Wasihun – Rennen nicht beendet
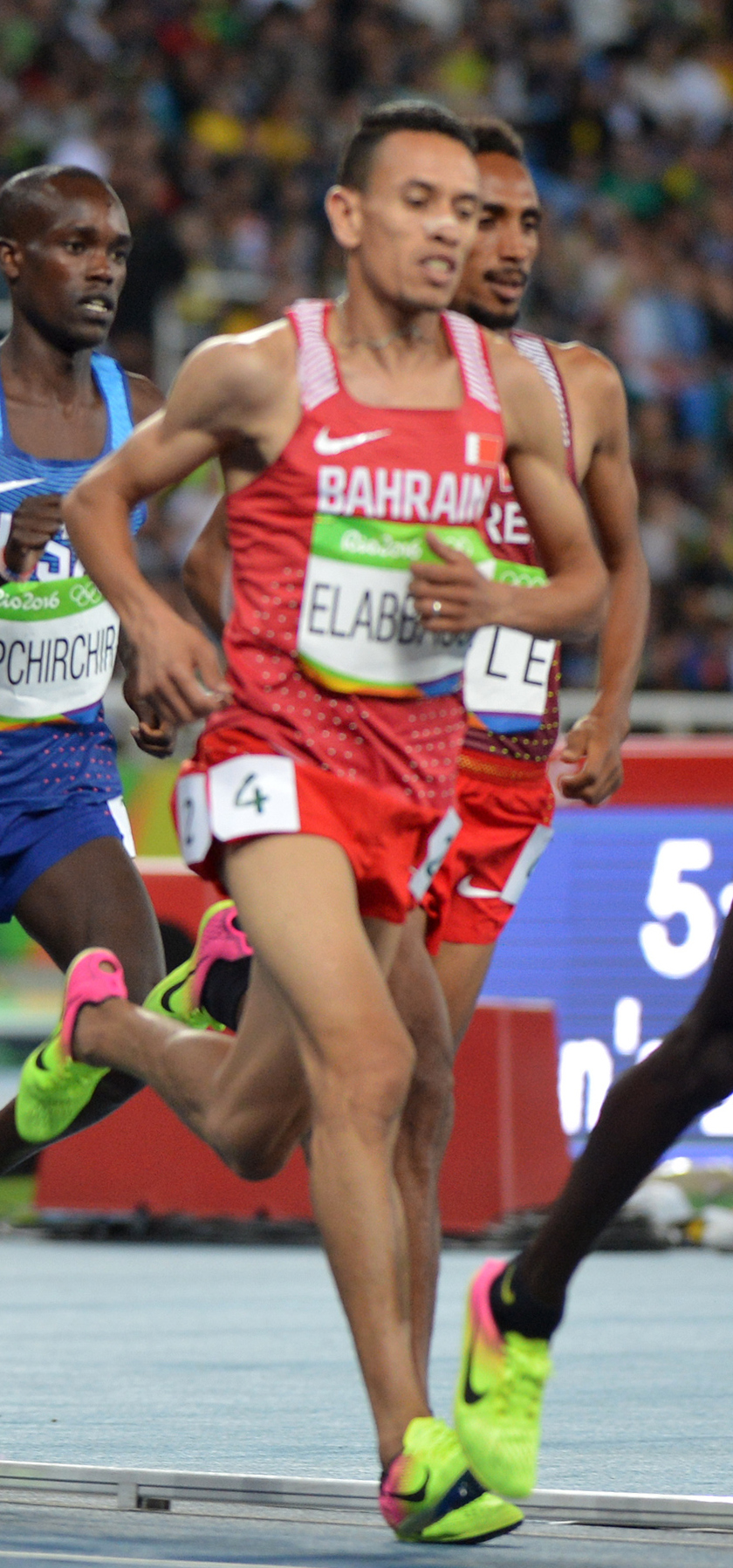
El Hassan el-Abbassi – Rang sieben
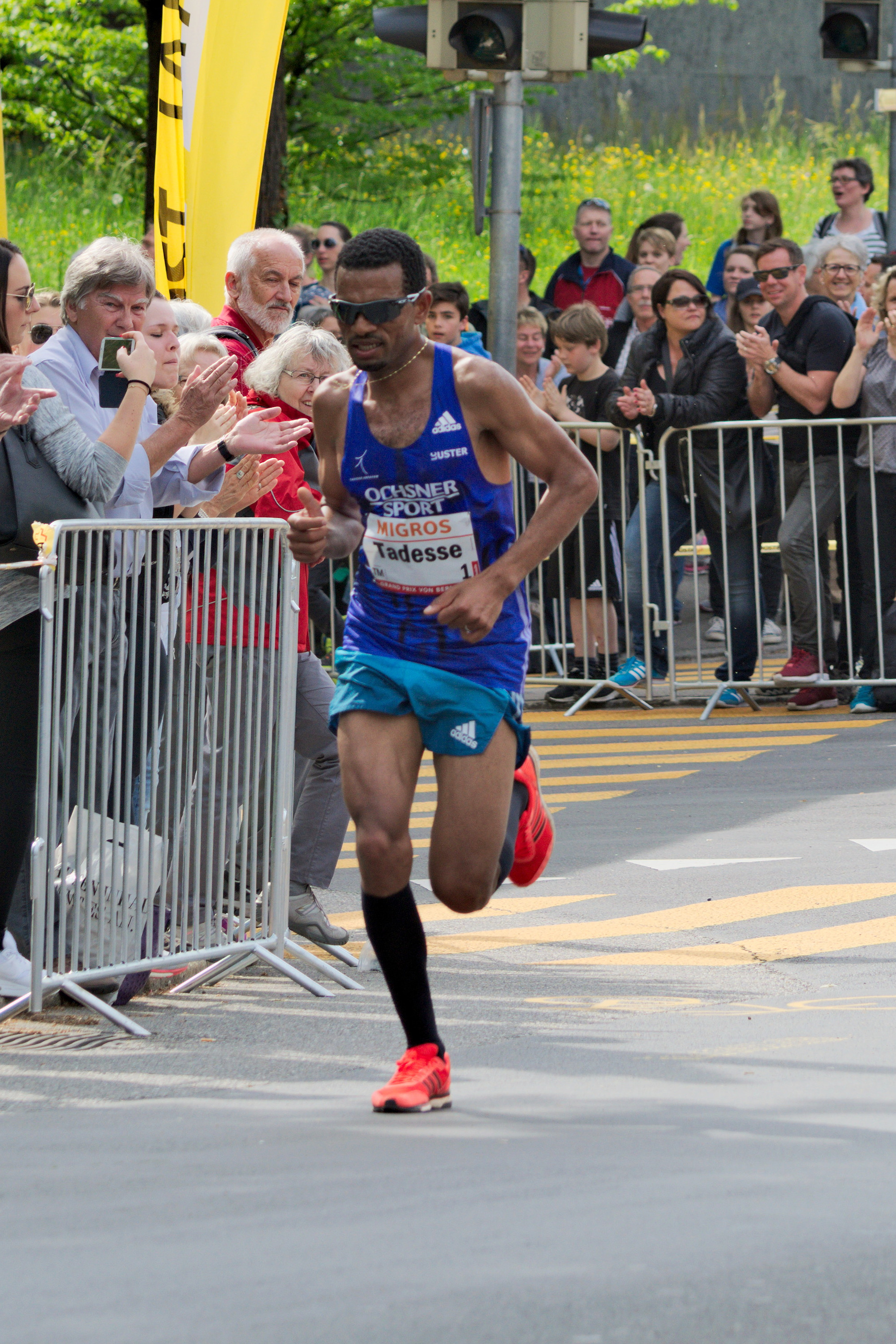
Tadesse Abraham – Rang neun
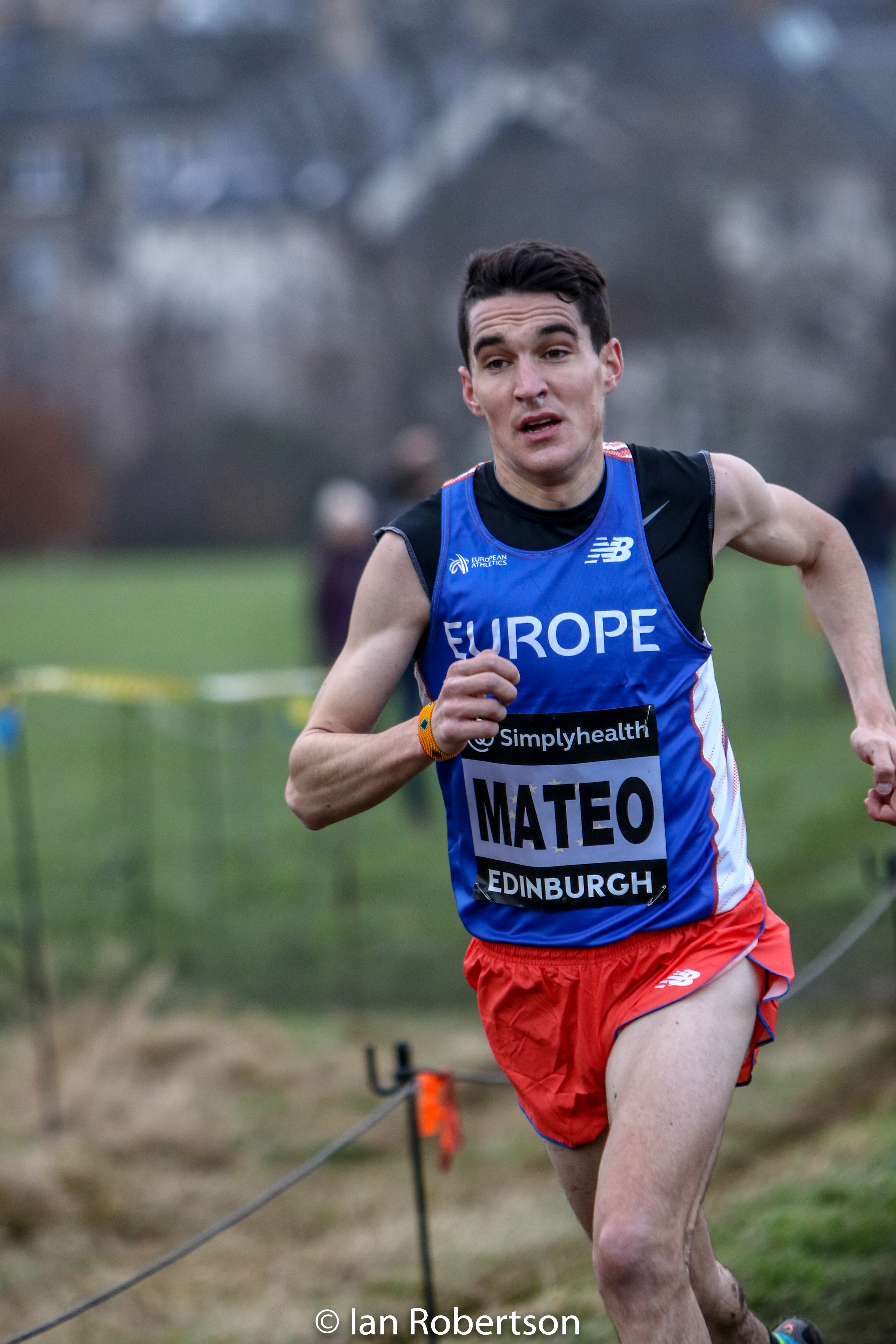
Daniel Mateo – Rang zehn
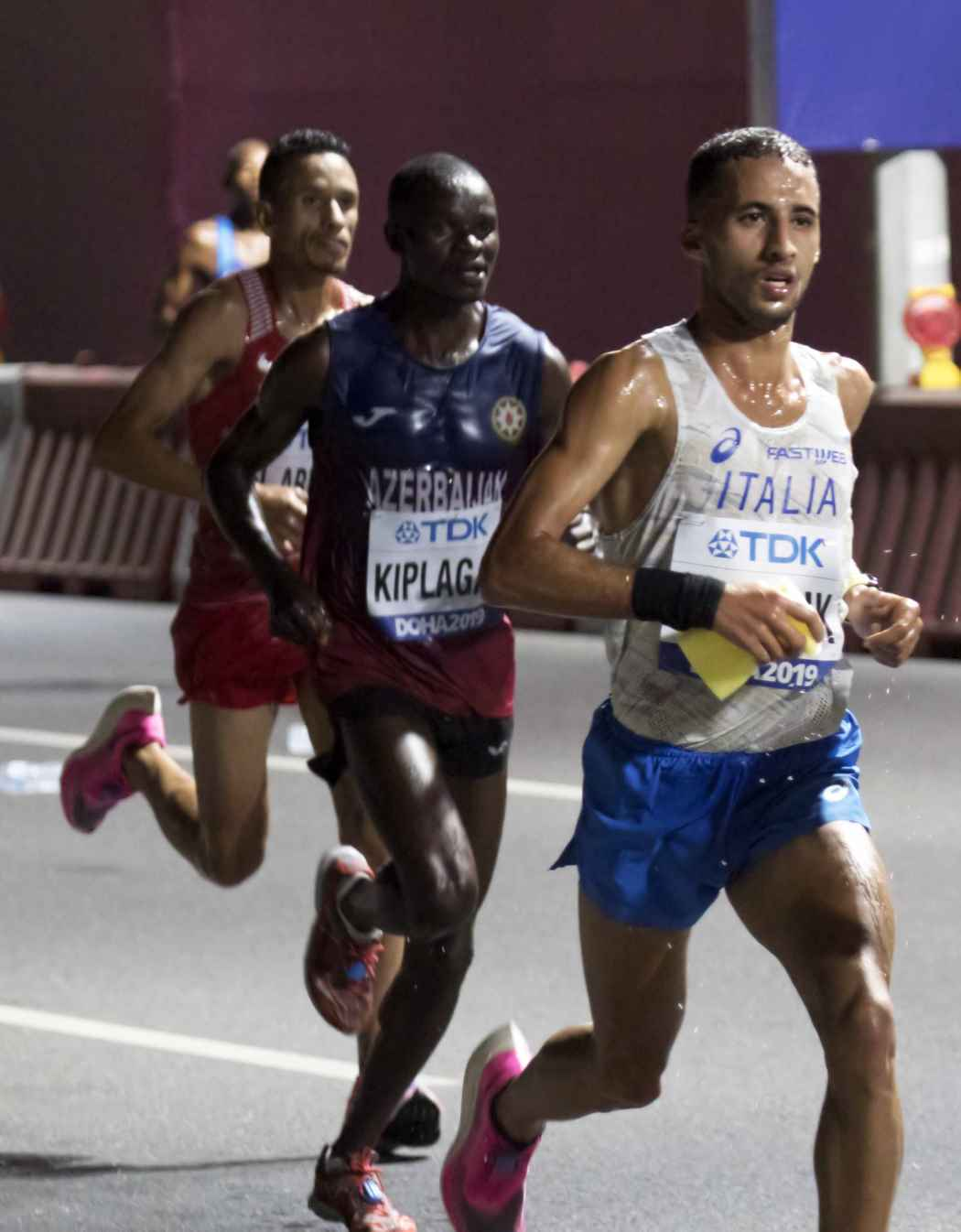
Yassine Rachik – Rang zwölf / Evans Kiplagat – Rennen nicht beendet
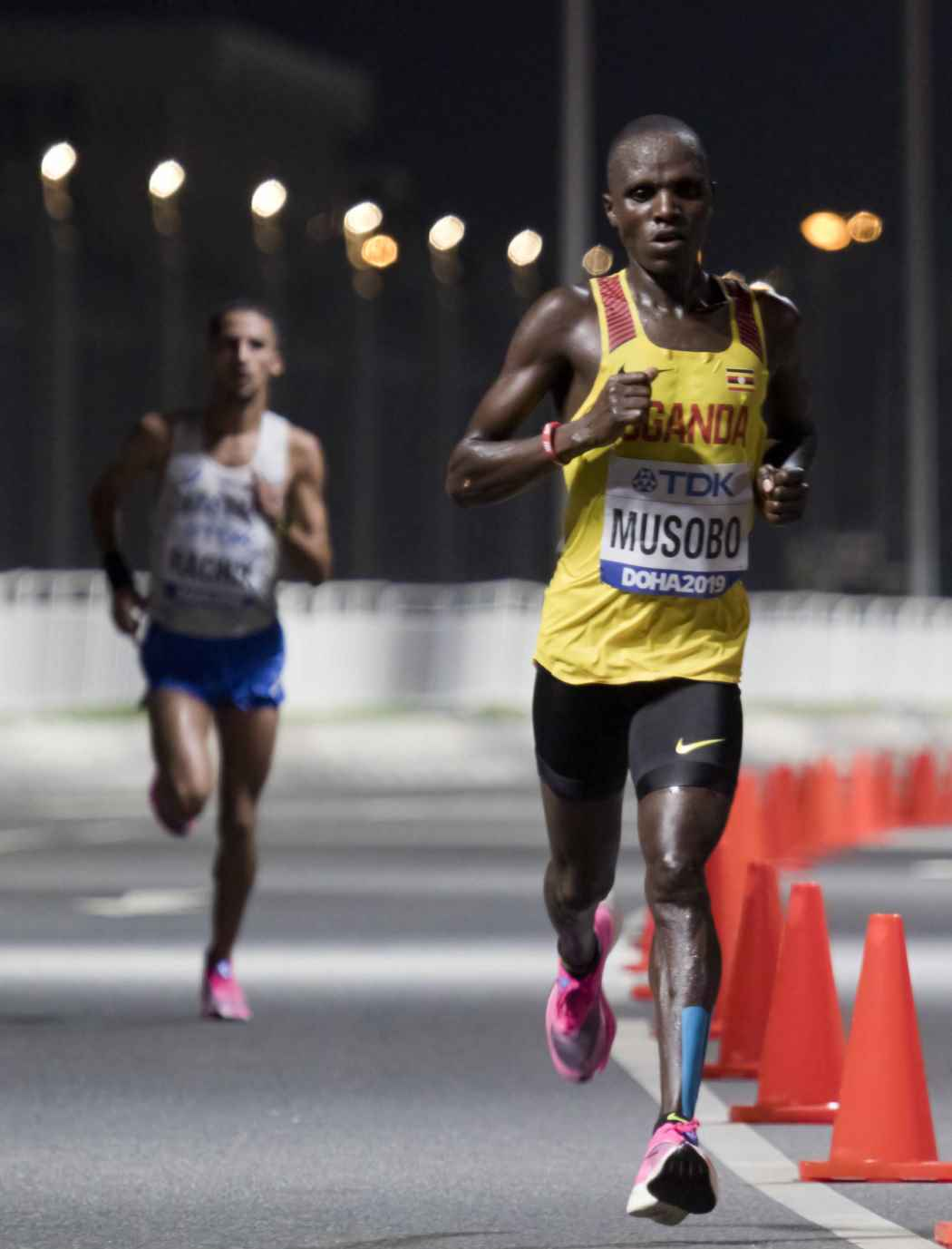
Fred Musobo – Rang dreizehn
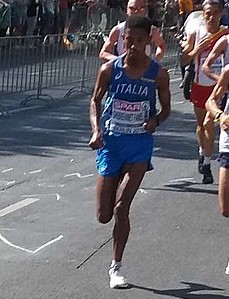
Eyob Ghebrehiwet Faniel – Rang fünfzehn
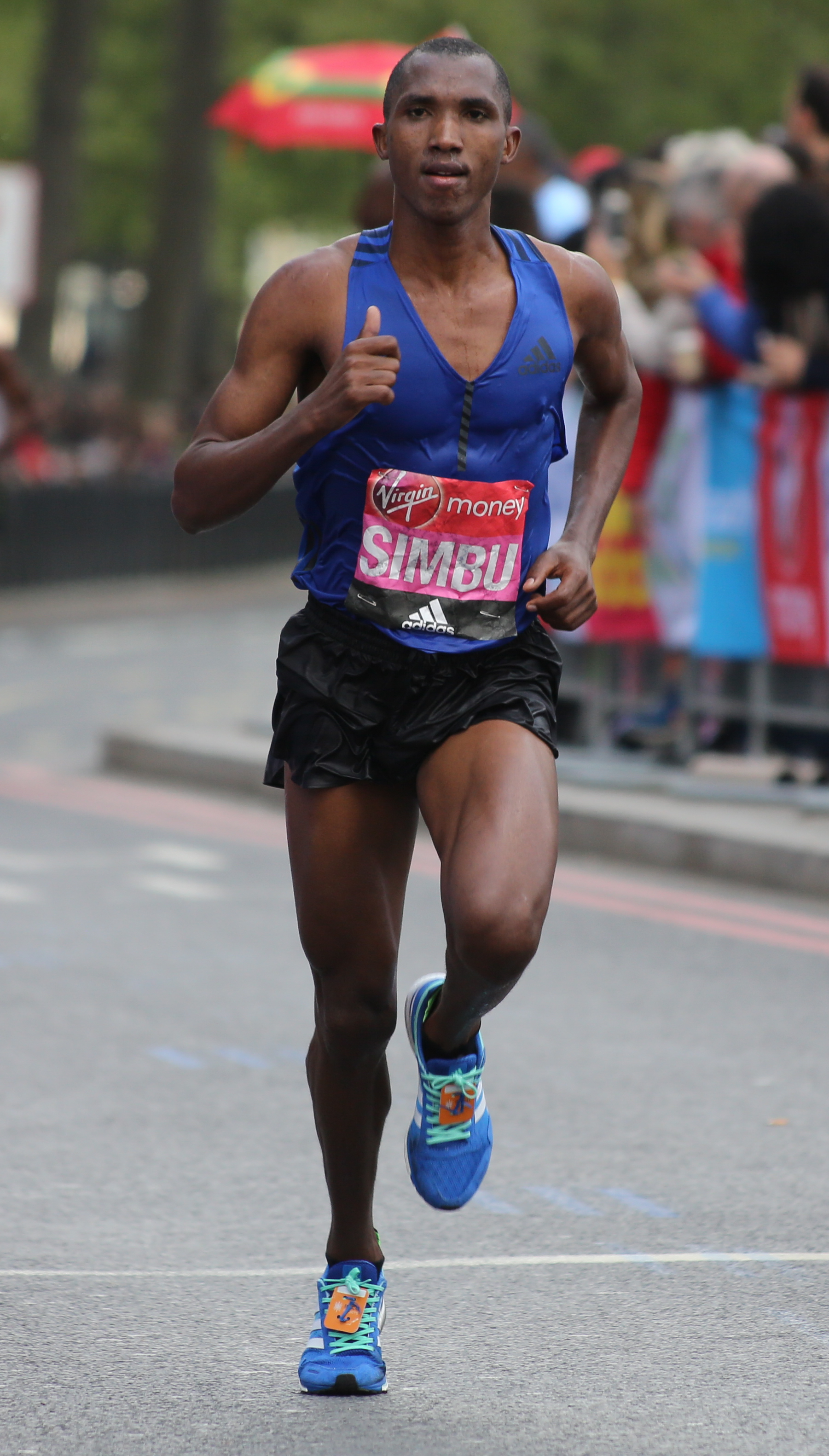
Alphonce Simbu – Rang sechzehn
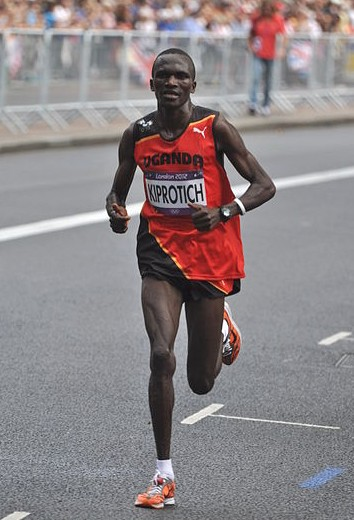
Stephen Kiprotich – Rang achtzehn
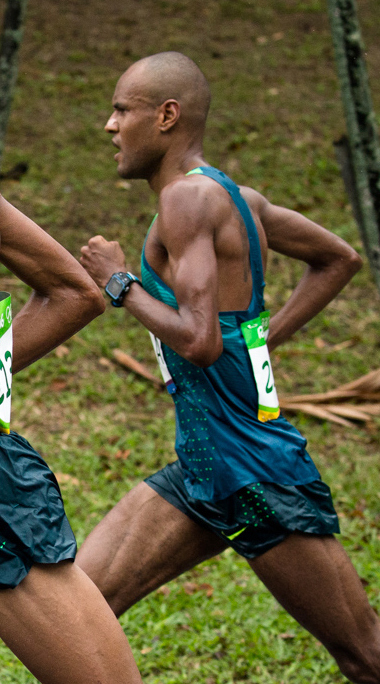
Paulo Roberto Paula – Rang neunzehn
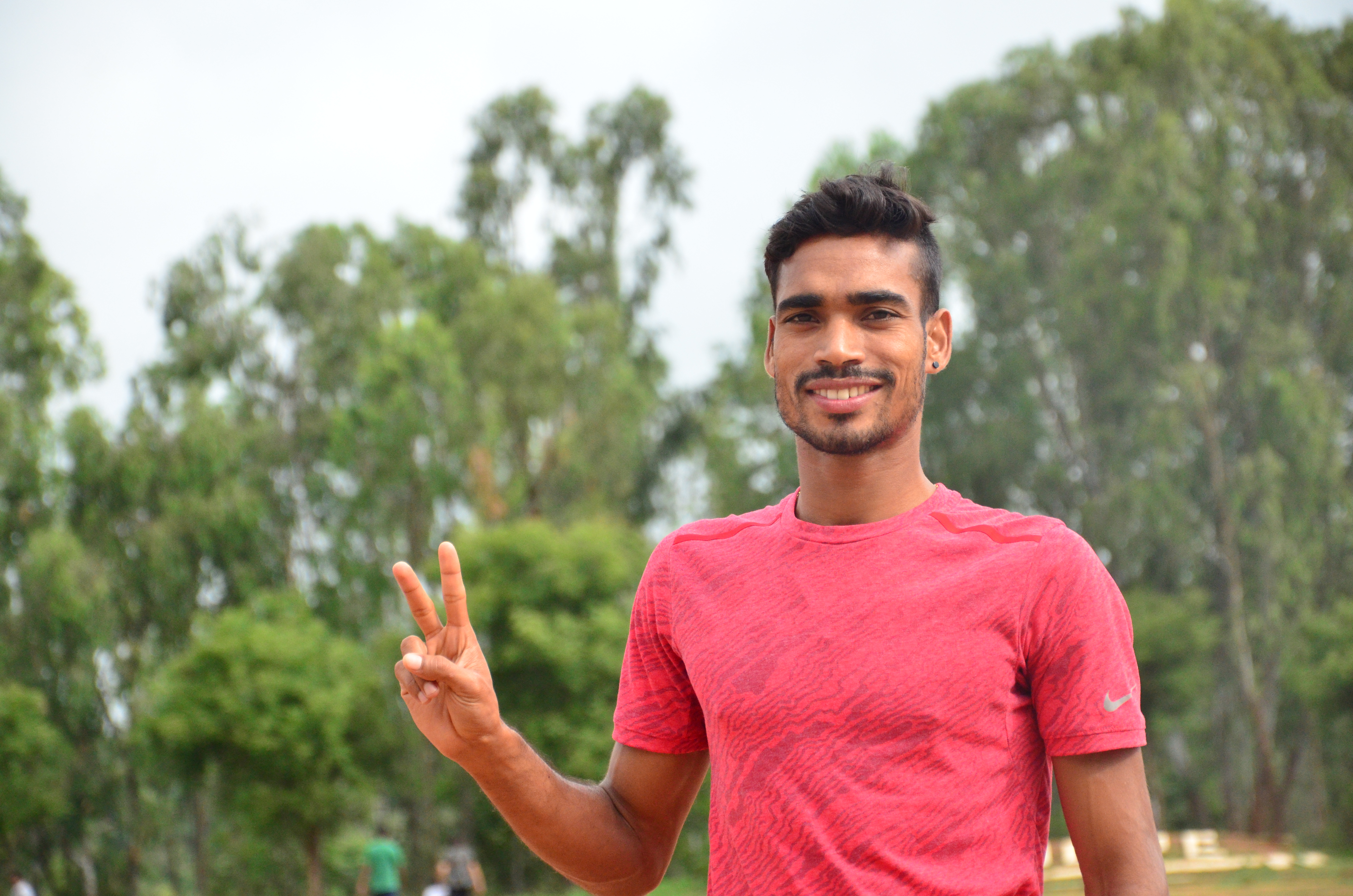
Thonakal Gopi – Rang 21
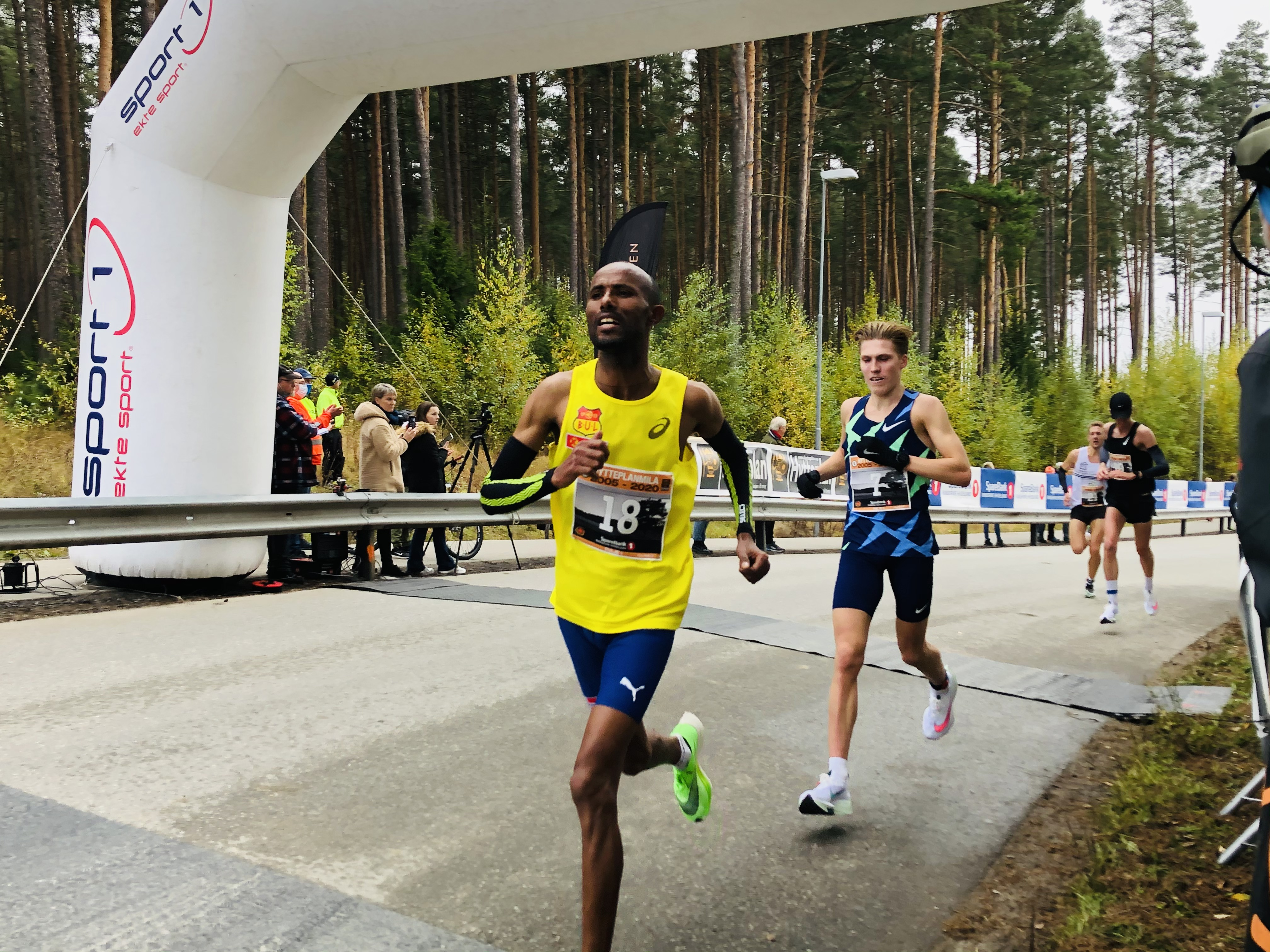
Weldu Negash Gebretsadik (gelbes Trikot) – Rang 24
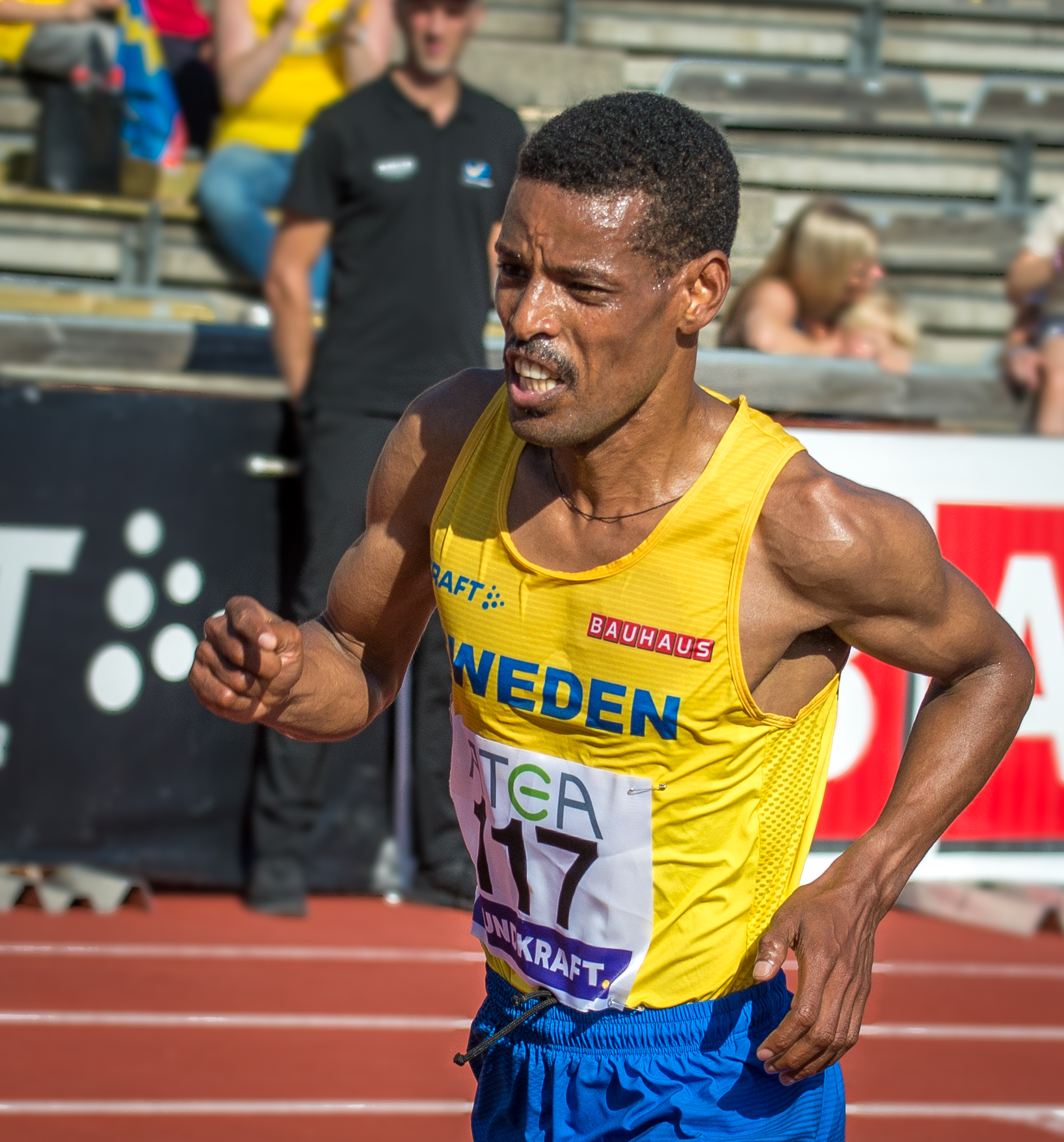
Adhanom Abraha – Rang 28
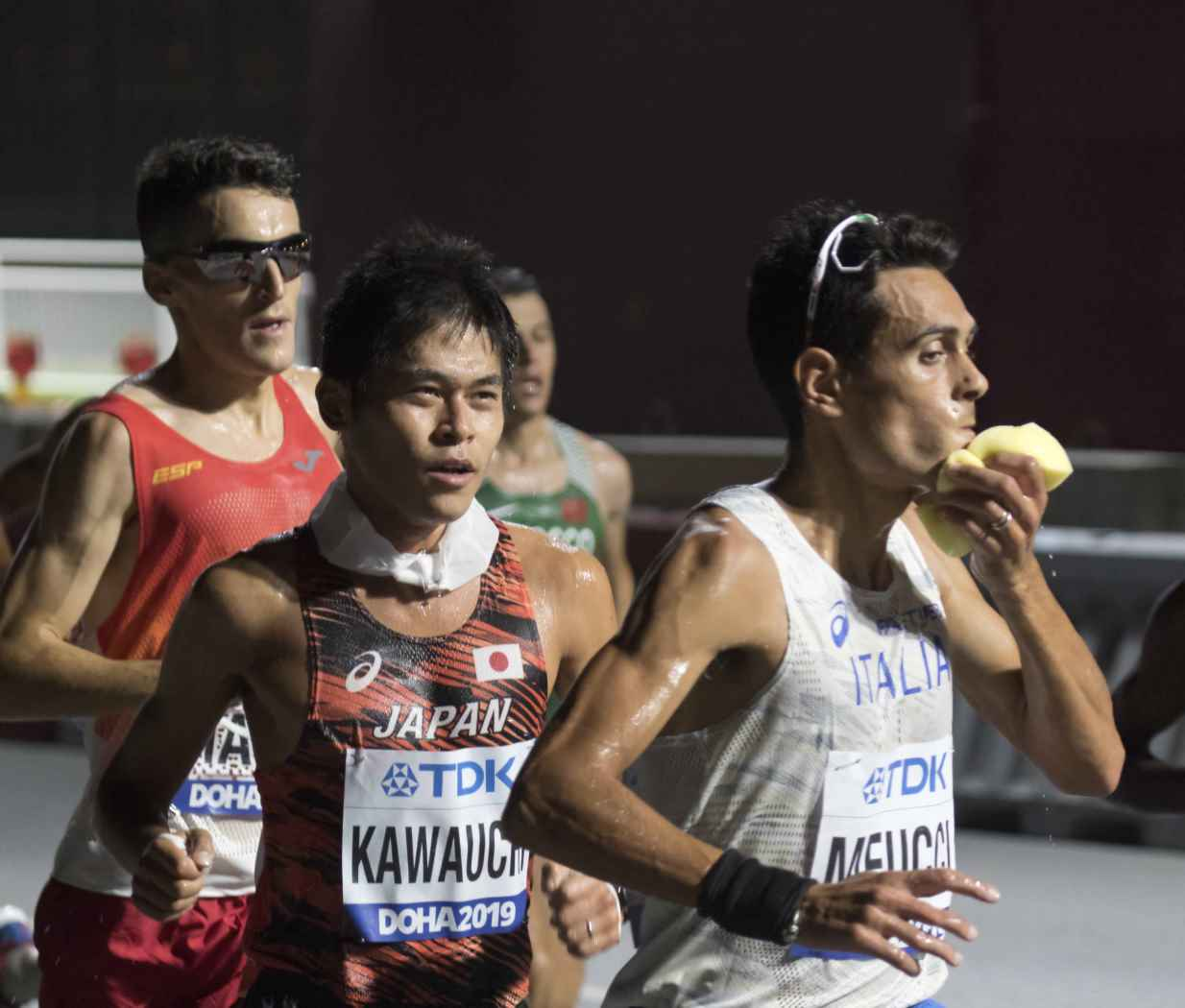
Yūki Kawauchi – Rang 29 / Daniele Meucci – Rennen nicht beendet
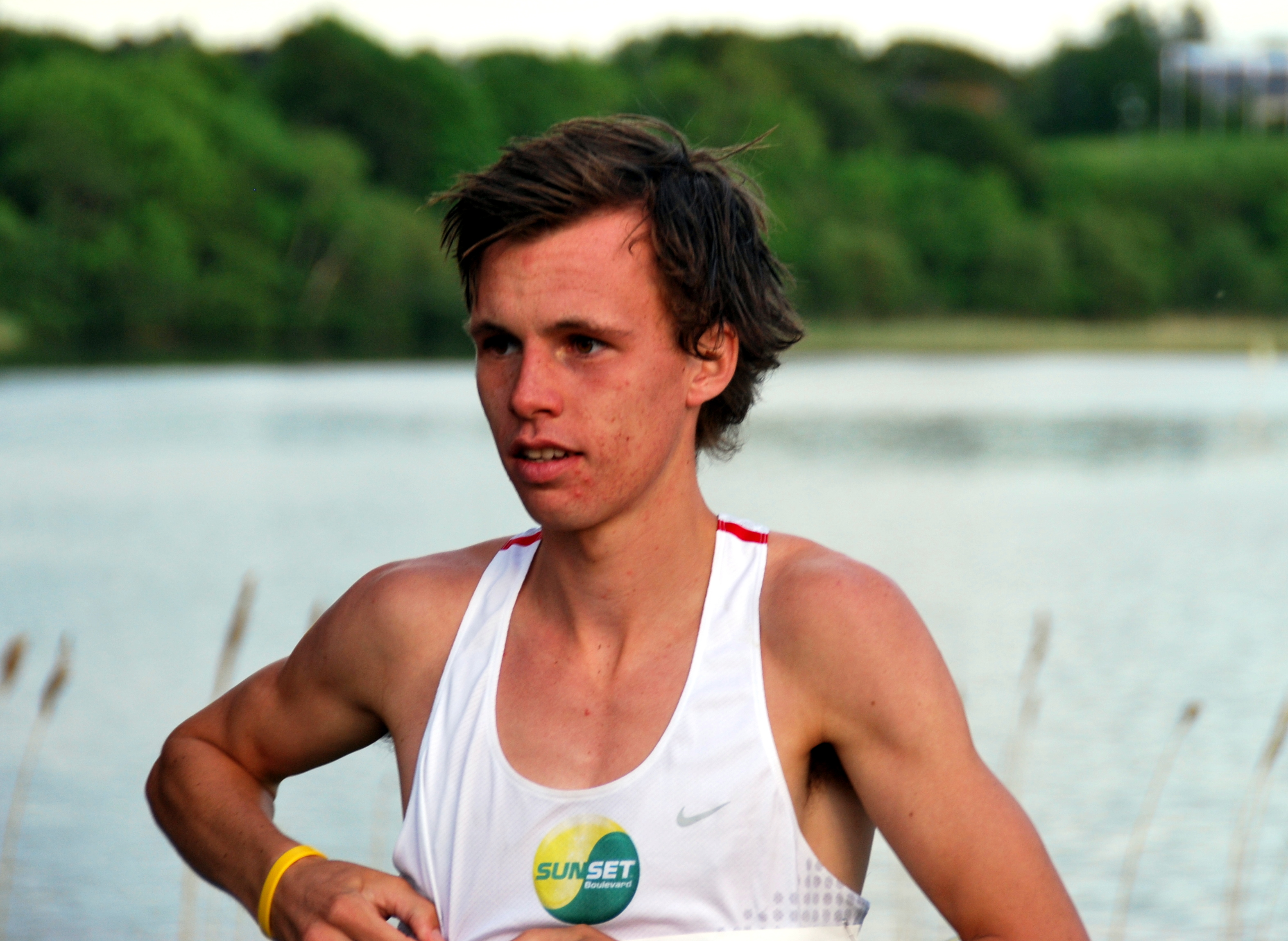
Thijs Nijhuis – Rang 31
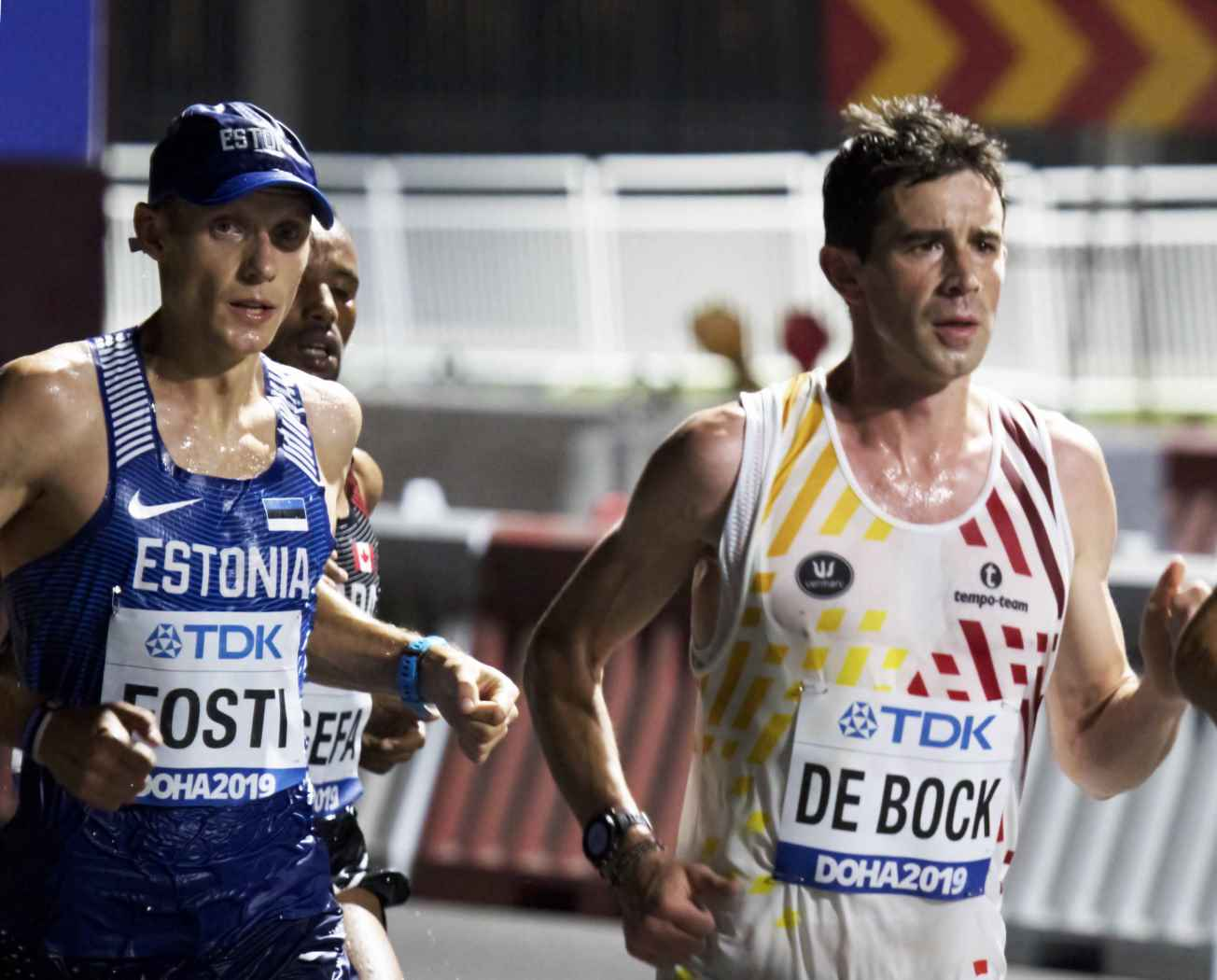
Roman Fosti – Rang 33 / Thomas De Bock – Rang 42
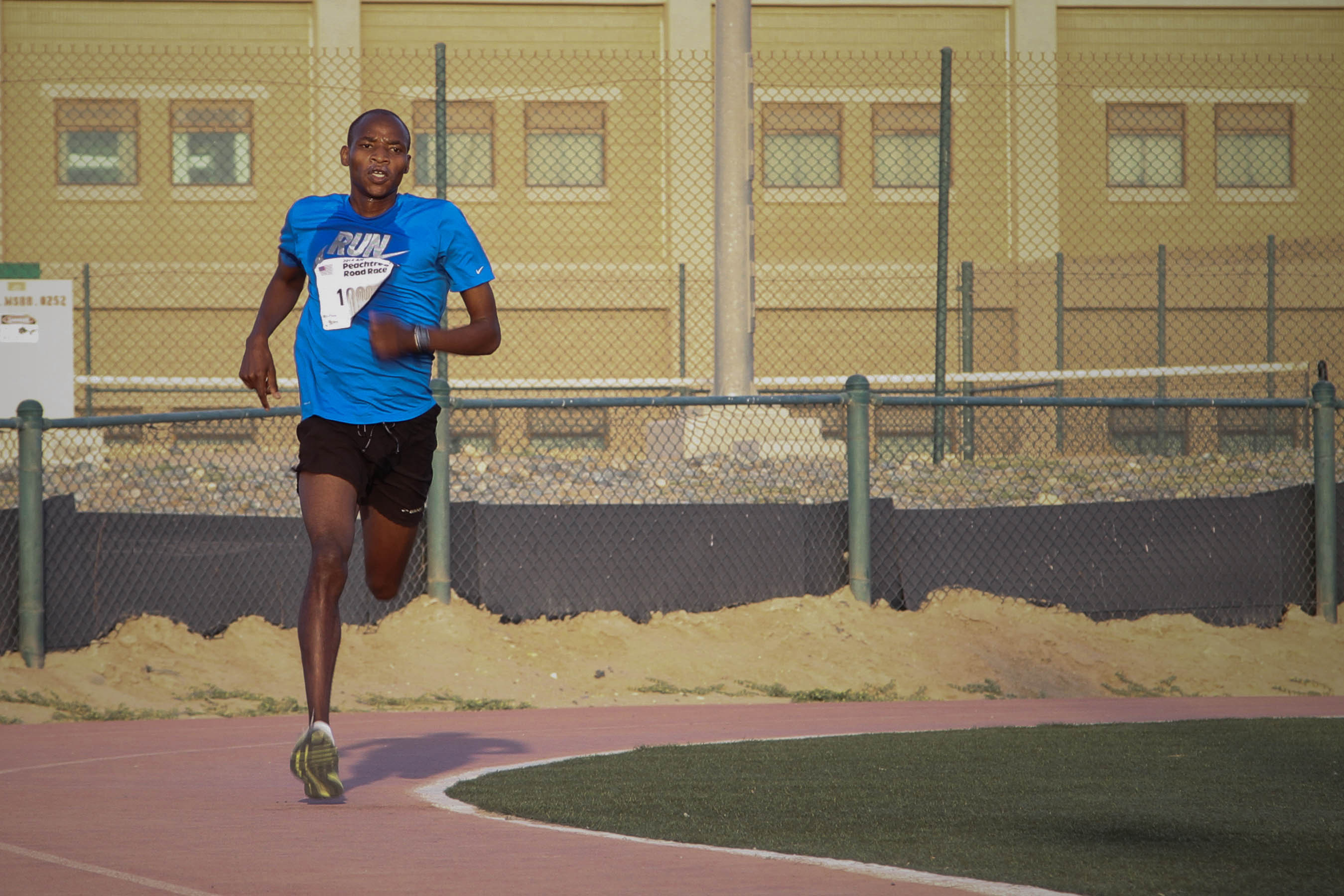
Elkanah Kibet – Rang 38
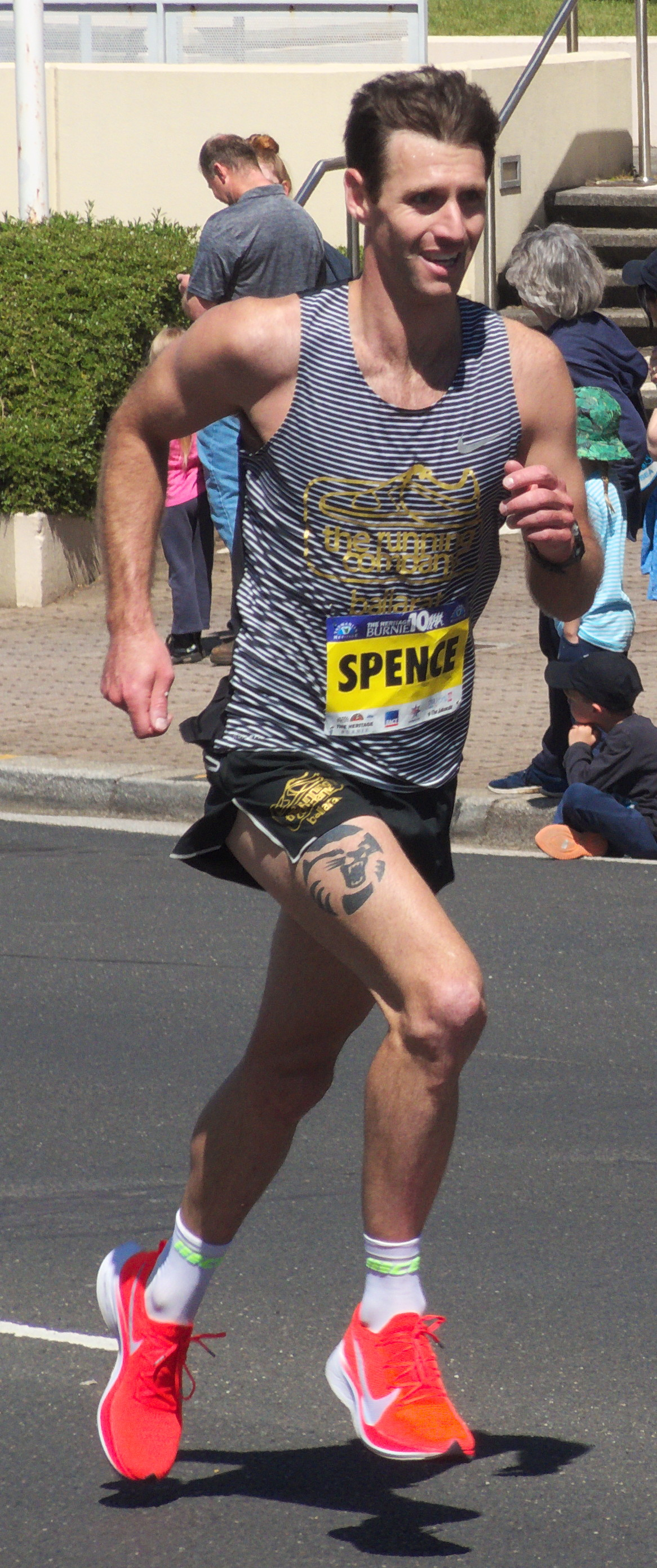
Julian Spence – Rang 39
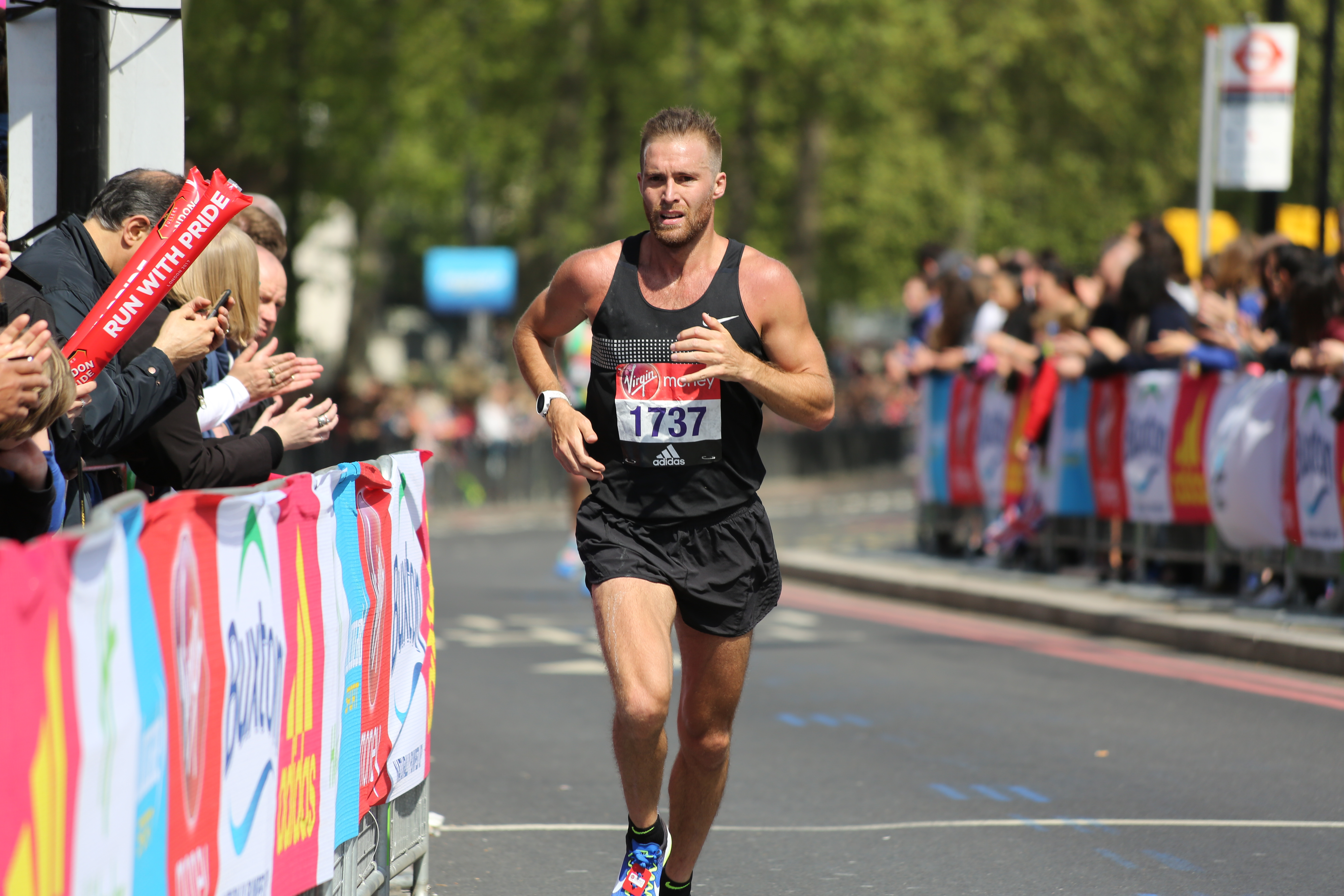
Stephen Scullion – Rang 43
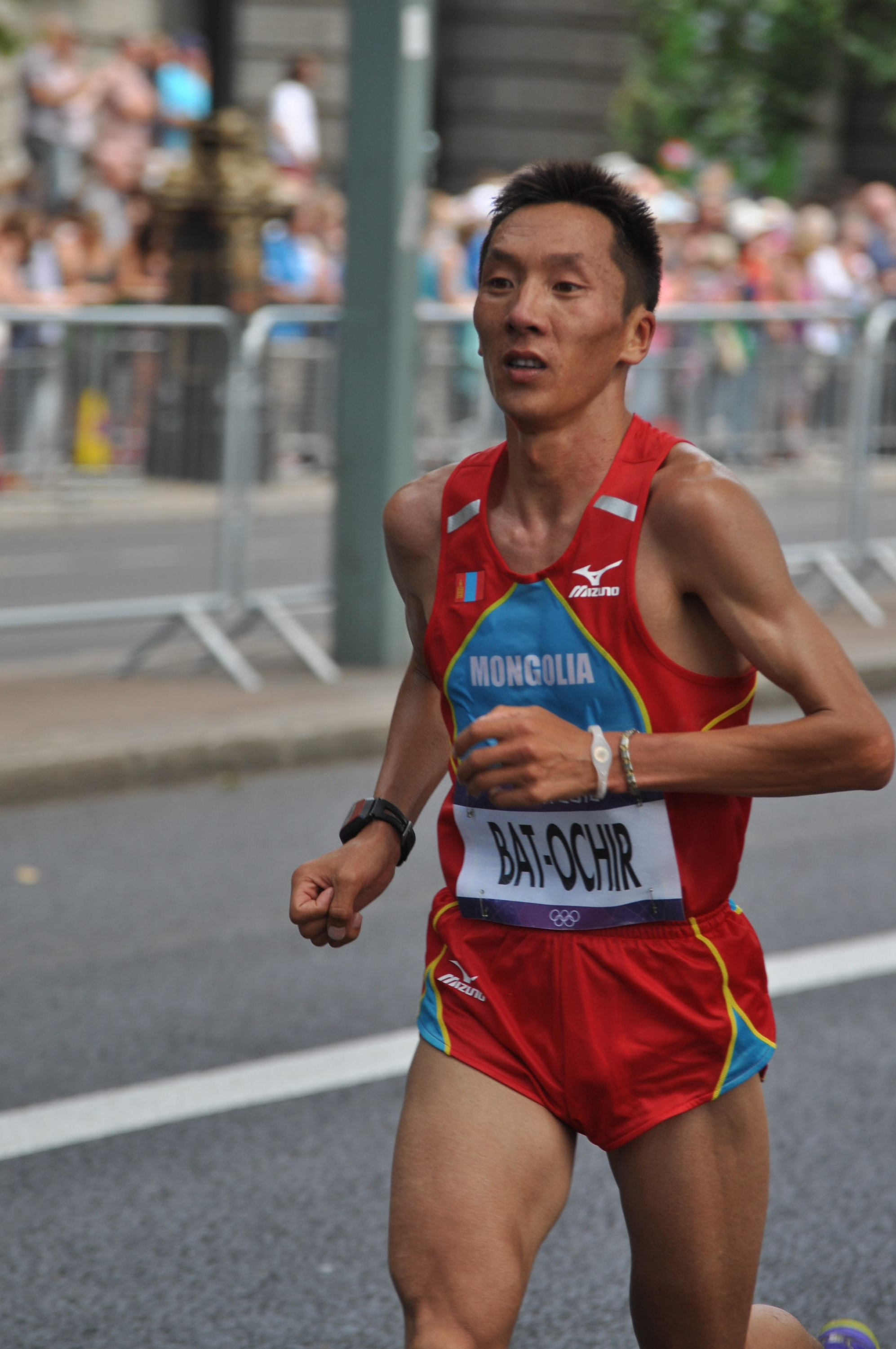
Bat-Otschiryn Ser-Od – Rang 54
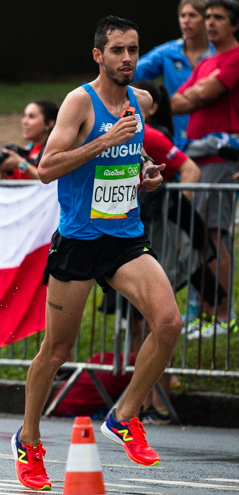
Nicolás Cuestas – Rang 55
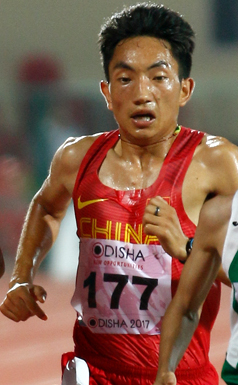
Duo Bujie – Rennen nicht beendet
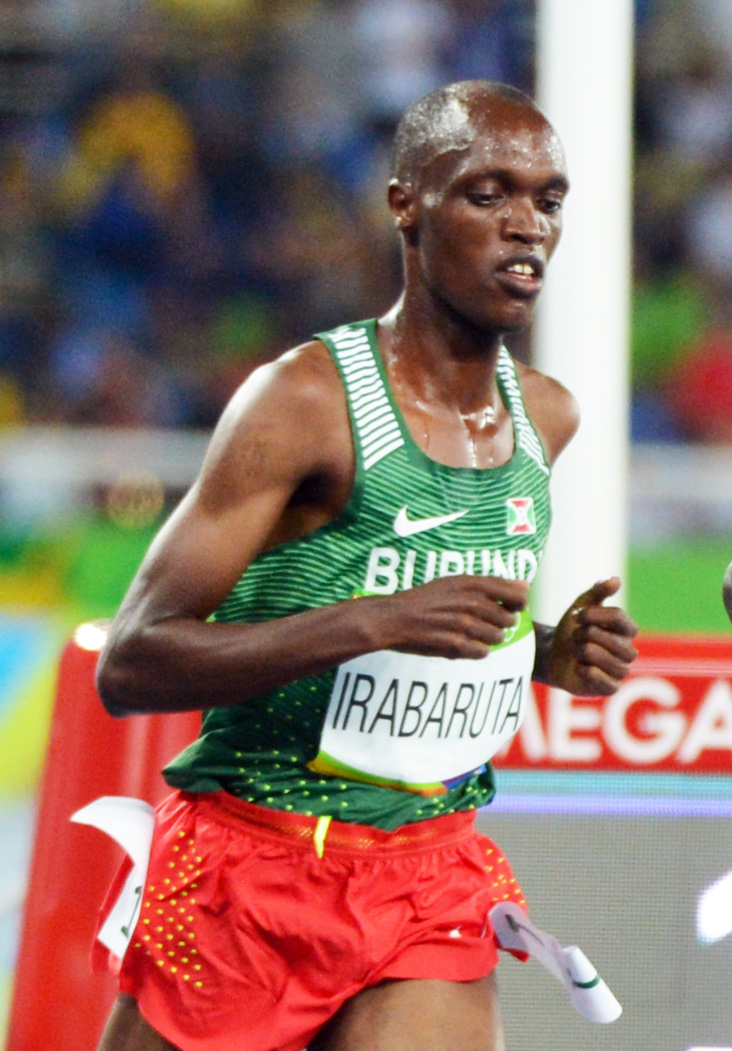
Olivier Irabaruta – Rennen nicht beendet
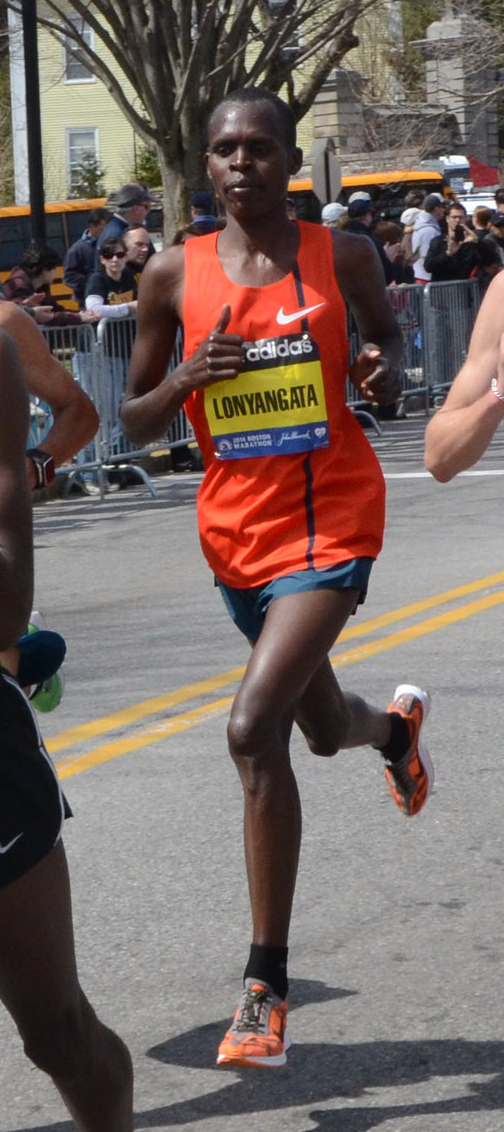
Paul Lonyangata – Rennen nicht beendet
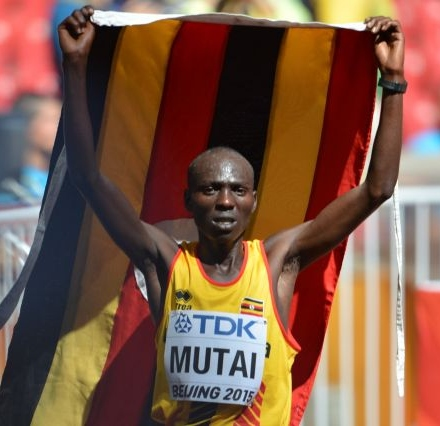
Munyo Solomon Mutai – Rennen nicht beendet
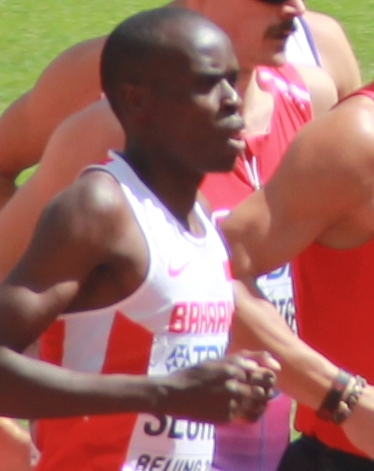
Benson Seurei – Rennen nicht beendet

## Video
- Men's Marathon | World Athletics Championships Doha 2019, youtube.com, abgerufen am 14. März 2021